# Anopheles koreicus
Anopheles koreicus är en tvåvingeart som beskrevs av Yamada och Watanabe 1918. Anopheles koreicus ingår i släktet Anopheles och familjen stickmyggor. Inga underarter finns listade i Catalogue of Life.